# Ada Kok
 Aagje (Ada) Kok (Amsterdam, 6 juni 1947) is een Nederlands oud-zwemster, olympisch kampioen en dubbel vice-olympisch kampioen, die in de jaren zestig behoorde tot de absolute wereldtop op het onderdeel vlinderslag.

## Carrière
Haar internationale opmars begon in 1962, toen ze als vijftienjarige in Leipzig de Europese titel op de 100 meter vlinderslag veroverde. Ook maakte ze deel uit van de zilveren medaille verdienende 4x100 meter wisselslagploeg. Twee jaar later bij de Spelen van Tokio won ze op beide nummers de zilveren medaille. Dat ze ook op de vrije slag goed mee kon, bleek uit haar tweede plaats op de 400 meter bij de Europese kampioenschappen van 1966 in Utrecht. Ook bij dat toernooi won ze de 100 m vlinderslag en de 4x100 meter wisselslag.
Haar hoogtepunt beleefde Kok, lid van A.Z. & P.C. (Amstelveense Zwem & Poloclub) De Futen uit Amstelveen, bij de Spelen van 1968 in Mexico City. Op het nieuwe nummer bij de vrouwen, de 200 meter vlinderslag, won zij de gouden medaille in een tijd van 2.24,7. Daarmee was zij één tiende seconde sneller dan de Oost-Duitse Helga Lindner. De 100 meter vlinderslag draaide uit op een grote teleurstelling. Kok was niet fit en werd 'slechts' vierde.
Inmiddels had ze tussen 1963 en 1967 op de 100 meter en 200 meter vlinderslag (pas later ingevoerd) negen keer een wereldrecord gezwommen.
Kok werd driemaal verkozen tot Sportvrouw van het jaar: in 1965, '66 en '68. In 2023 werd zij onderscheiden met de Fanny Blankers-Koen Carrièreprijs.

## Persoonlijk leven
Koks zus, de drie jaar oudere Gretta, was eveneens een talentvol zwemster. Gretta nam ook twee keer deel aan de Olympische Spelen (Rome 1960 en Tokio 1964).
Kok is getrouwd en heeft twee dochters. In februari 2020 werd Kok getroffen door een hartinfarct. Ze woont in Hulsberg, Limburg.

## Externe link

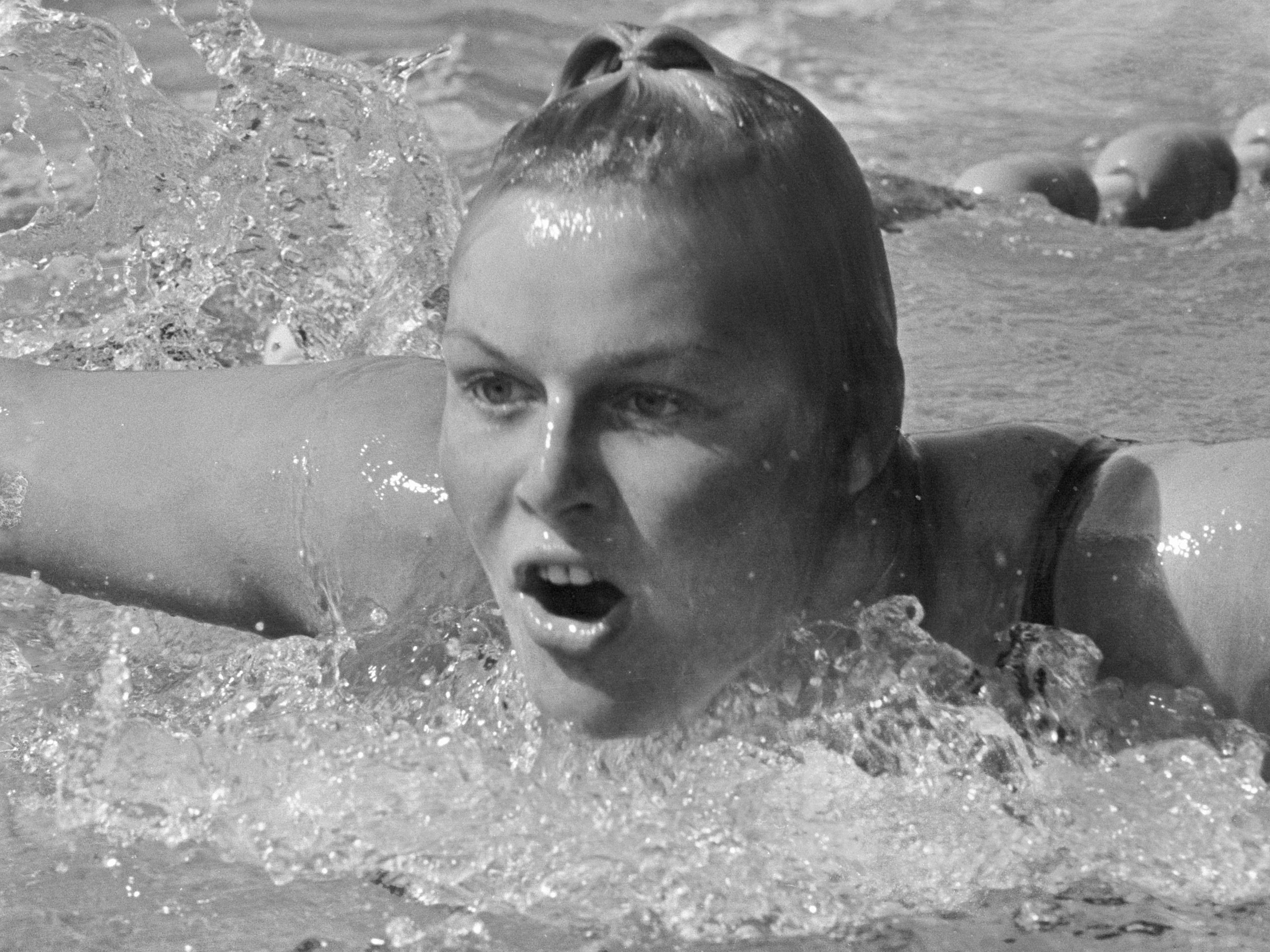
Europese Zwemkampioenschappen 1966, Ada Kok in actie op vlinderslag